# 燕鳥屬
燕鳥屬是一種下白堊紀的鳥類，相信與現今鳥類的祖先是近親。模式種的馬氏燕鳥（Y. martini）的化石是在中國遼寧省西部朝陽市的九佛堂組發現，直至2004年共發現了5個標本。燕鳥的學名是以中國古代的前燕及後燕來命名，因它們的首都也是在朝陽市，種小名則是紀念鳥類的古生物學家拉里·馬丁（Larry D. Martin）。
燕鳥的大小就如一隻大的白鴿，頭顱骨很長，上顎有約10顆牙齒，下顎則有20顆。燕鳥能飛行及奔跑，牠有發展良好的U型叉骨。燕鳥吃魚類，並顯示了牠趨同演化為反鳥亞綱的長翼鳥。另一方面，叉骨及牙齒就很像異齒鳥。
燕鳥的頭顱骨並非如雙孔亞綱的一般，且沒有前額葉骨，故牠被分類在包括現今鳥類的共同祖先的今鳥亞綱中。燕鳥的肩胛骨及鳥喙骨都已演化成現今鳥類的模樣，牠的雙翼可以提起至更高的位置飛翔。故此燕鳥比反鳥亞綱飛行得更有效率。為了連接供飛行用的肌肉，燕鳥的胸骨長度較闊度長，這亦是一現今鳥類的模樣。

## 分類
燕鳥在人類學術歷史曾被蒙上陰影：牠前半身的鳥類化石，被加上一條小盜龍的尾巴，偽造成古盜龍。當這事被揭發後，鳥類的前半身被描述為Archaeovolans repatriatus，但後來發現那是燕鳥的異名。
2006年就早期鳥類關係的研究發現燕鳥、義縣鳥及松嶺鳥是一個單系群，由於松嶺鳥是最先被描述的，故將之命名為松嶺鳥科。燕鳥目（又稱松嶺鳥目）也被建立來界定與其他早期今鳥亞綱（如甘肅鳥）不同的獨特性。另亦有指燕鳥其實是松嶺鳥的異名。